# Merle ardoisé
Turdus nigriceps
Espèce
Statut de conservation UICN

 LC  : Préoccupation mineure
Le Merle ardoisé (Turdus nigriceps) est une espèce de passereaux appartenant à la famille des Turdidae.

## Habitats et répartition
Son aire d'étend du sud de l'Équateur au nord-ouest de l'Argentine, là où il est souvent considéré comme une espèce distincte, le Merle à calotte grise (Turdus subalaris).
Son cadre naturel de vie est les forêts de plaines et de montagnes tropicales et subtropicales, les forêts de plaine tempérées et des forêts anciennes fortement dégradées.